# アウグスト・フォン・マッケンゼン
アウグスト・フォン・マッケンゼン（August von Mackensen, 1849年12月6日 - 1945年11月8日）は、プロイセンおよびドイツの陸軍軍人。陸軍の最終階級は元帥。第一次世界大戦で軍司令官として活躍した。その後ヒトラー率いるドイツ国防軍においても、象徴的存在と見られた。

## 経歴

### 青年期
荘園管理人の息子として、プロイセン王国ザクセン州ヴィッテンベルク近郊の屋敷に生まれる。出生名はアントン・ルートヴィヒ・フリードリヒ・アウグスト・マッケンゼン（Anton Ludwig Friedrich August Mackensen）である。村の学校に通ったのち、トルガウのギムナジウムに入学した。学校でピアノを習い、演劇の際に伴奏をしていた。1865年にハレに転校した。翌年、プロテスタントの堅信を受けた。彼は生涯、敬虔なプロテスタント信徒だった。

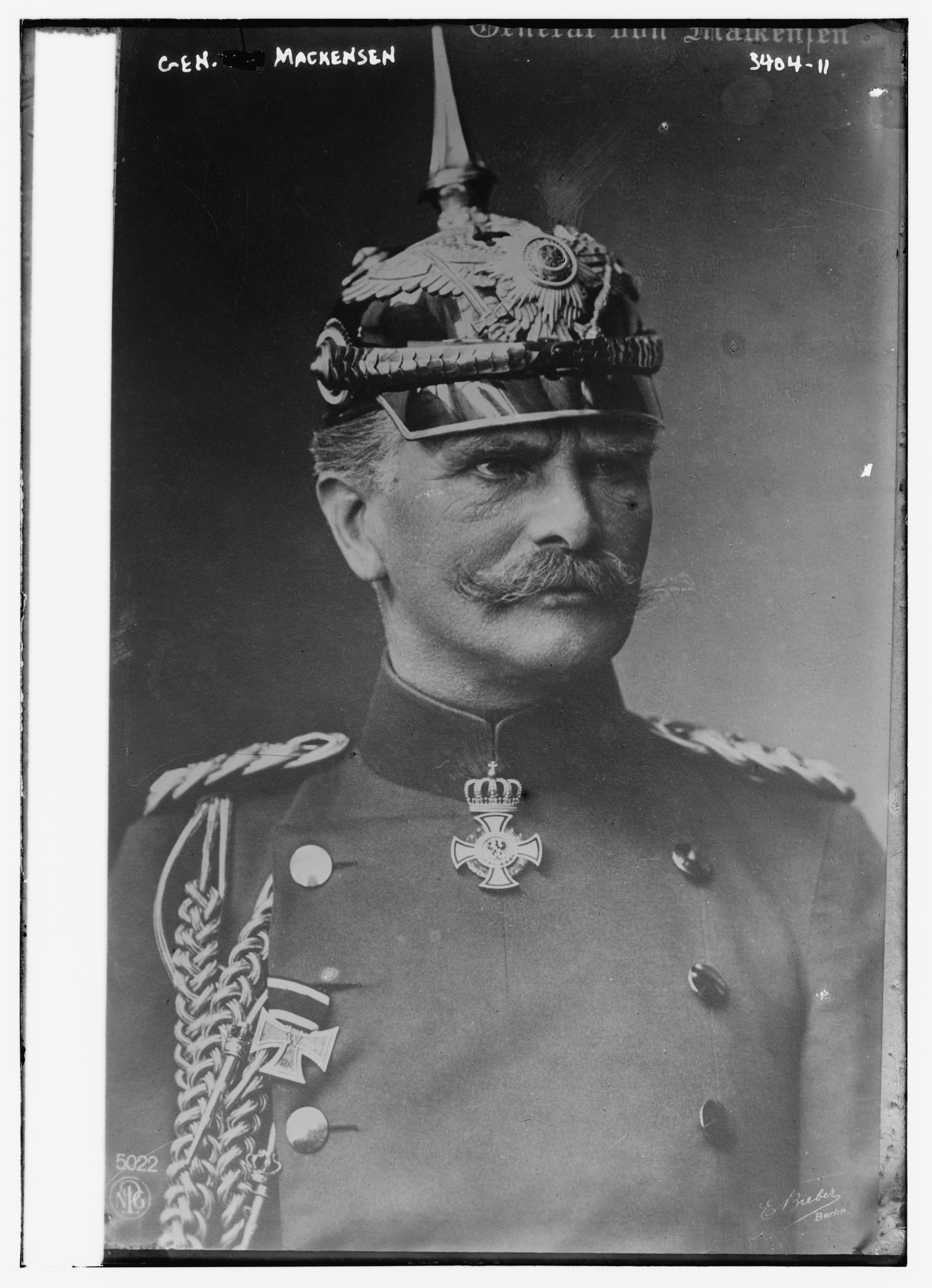
ピッケルハウベを身に付けるマッケンゼン

1868年に成績不振で退学した。虚弱と判断され、兵役から外された。やむを得ず親元に帰り、農業の修業を始めた。しかし一転兵役に堪えると判断され、ポーゼン州の第2ユサール連隊に一年志願兵として入営し、兵役を済ませた。その後ハレ大学で農学の勉強を始め、同時に経済学、史学の講義なども聴講した。1870年の普仏戦争に、予備役士官候補生として従軍した。偵察で戦功をあげ、第二級鉄十字章を受章した。同年12月に少尉に任官された。戦争終了後の翌年10月、大学に復学した。この頃から軍事学に興味を持ち、後年の1898年にドイツ軍事学協会を設立し名誉会長になっている。

### プロイセン軍人
1873年、職業軍人の道に進む。勤勉かつ意欲的に軍務をこなし、高い評価を得た。マッケンゼンは上官の評価を得るすべを心得ていた。また戦記の執筆でも高い評価を得て、軍部内で名を高めることに成功した。1877年、ケーニヒスベルク駐屯軍に転属した。そこで彼が書いた戦記の中で顕彰した将校の妹、ドロテアと知り合った。1878年、中尉に昇進した。翌年ドロテアと結婚。彼女の父は東プロイセン州知事であり、マッケンゼンの出世に好影響を与えたことは否定できない。
陸軍大学で学んだ後、1880年に参謀本部に転属した。1882年には大参謀本部付。1891年、新参謀総長アルフレート・フォン・シュリーフェンの第一副官となった。1898年からは皇帝ヴィルヘルム2世の副官に転じた。1899年、ヴィルヘルム2世の40歳の誕生日を祝って彼は貴族に叙され、以後は「フォン・マッケンゼン」を名乗るようになった。1901年にダンツィヒに新設されたユサール旅団長に就任した。

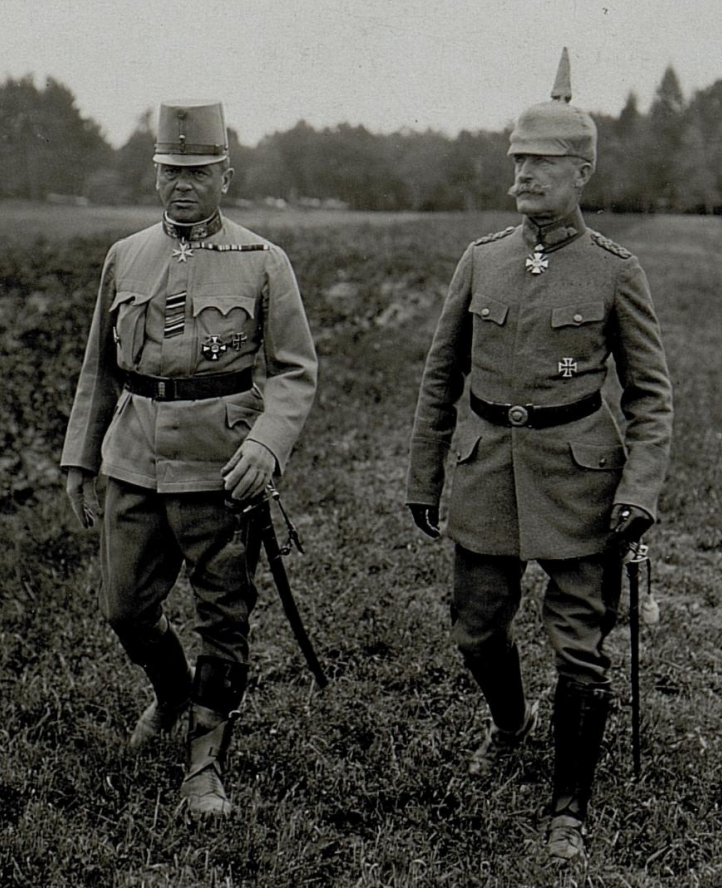
オーストリア＝ハンガリー軍最高司令官ヘルマン・ケーヴェス元帥とマッケンゼン（右）（1916年）

### 第一次世界大戦

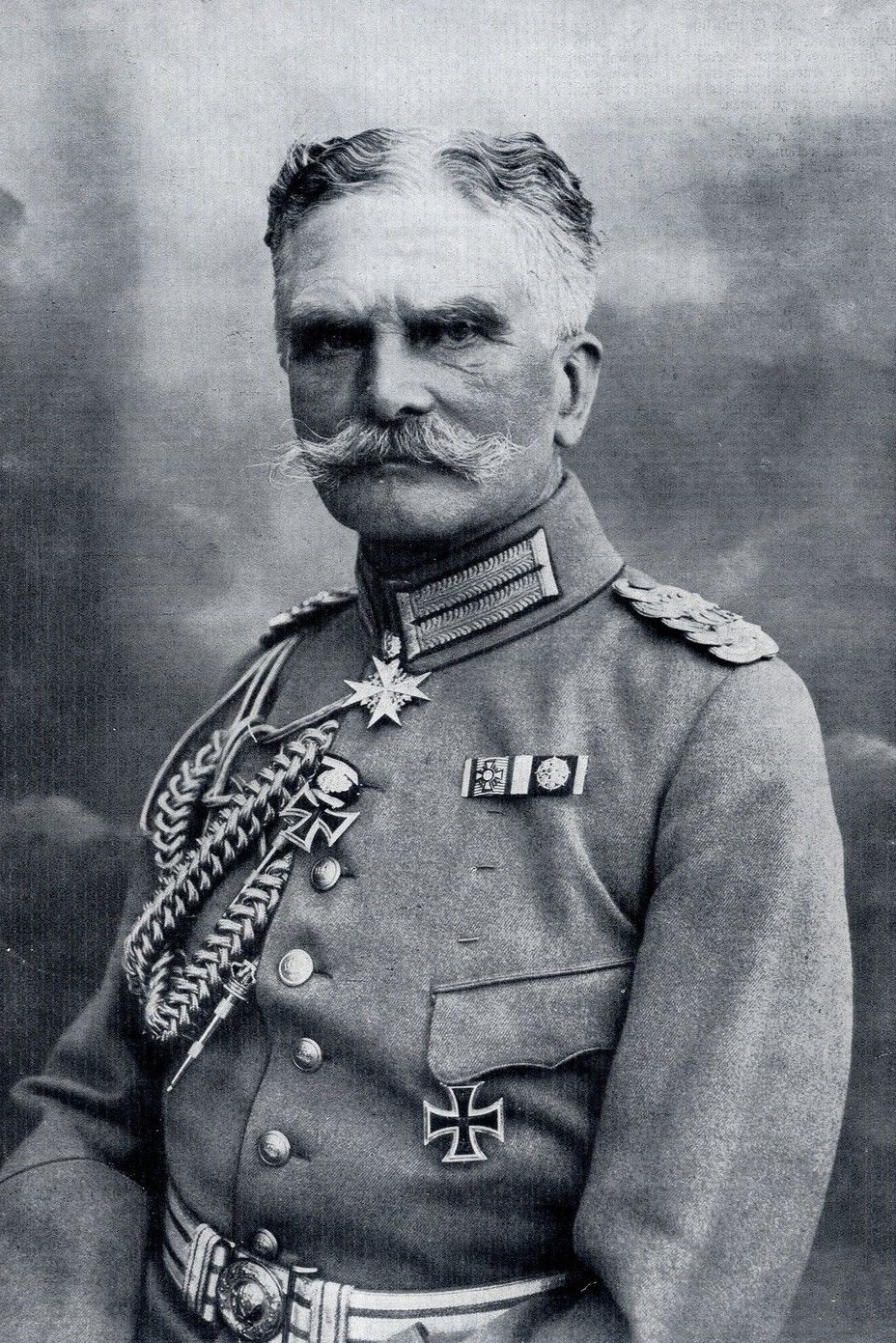
1915年、セルビア戦線でのマッケンゼン元帥。

1914年に第一次世界大戦が勃発した。この戦争では、彼の参謀長だったハンス・フォン・ゼークトと共に、戦略家としての名声をほしいままにすることになった。開戦直後の8月、第17軍団司令官に就任した。東プロイセンのグンビンネン付近でロシア軍と激突したグンビンネンの戦いでは、2時間で9000人が戦死する凄惨な戦いを経験し、のちに「あれは大虐殺だった」と回顧している。しかし直後のタンネンベルクの戦いでは、彼の軍団はロシア第2軍を包囲するうえで決定的な役割を果たした。同年11月、第9軍司令官に就任した。セルビア征服に成功。翌1915年4月、新設の第11軍司令官に転じる。5月のゴルリッツ＝タルヌフ攻勢では、毒ガスも使用してロシア軍の戦線を突破した。この戦功により元帥に昇進した。翌1916年にはオーストリア軍との共同作戦でルーマニアを征服し、終戦までルーマニア軍政総督を務めた。
終戦時ハンガリー及びサロニキで拘束され、1919年にドイツに戻った。彼は他の旧軍人と同じく、ドイツは戦争で負けたのではなく内政の混乱で負けたと信じており、ドイツ革命で成立したヴァイマル共和国には否定的だった。ヴェルサイユ条約の廃棄をドイツ政治の最大の義務と捉え、1918年11月11日に連合国との休戦条約に調印したマティアス・エルツベルガー財務相が右翼に暗殺されたときには「恥さらしが逝った」と述べている。こうした立場から、彼は民主主義者ではなく民族主義者に属するとみなされている。

### ナチスとの関わり

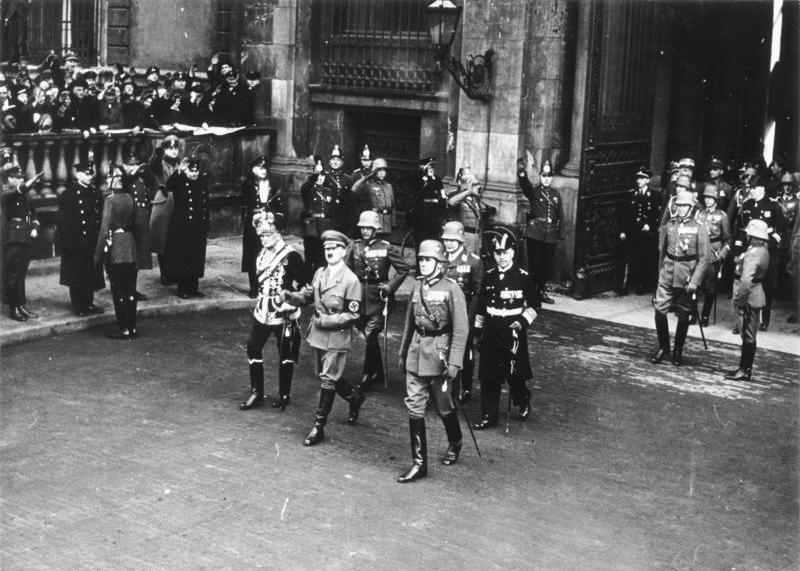
1935年3月17日、英雄追悼記念日の行事に参列し、ヒトラーと並んで歩くマッケンゼン（中央左端、ユサールの礼服を着た人物）

台頭するナチスに対する姿勢は複雑だった。伝統的なプロイセン軍人としてナチスに懐疑的ではあったが、同様な立場にあった元軍人のパウル・フォン・ヒンデンブルク大統領と違い、アドルフ・ヒトラーを認めていた。ナチスはドイツ帝国の伝統とナチスによる「第三帝国」の連続性を強調するためにプロイセンを利用したが、マッケンゼンへの接近もその一つだった。ヒトラーは1935年にブランデンブルク州で荘園をマッケンゼンに与えている。
ただしマッケンゼンはドイツ軍や親衛隊によるポーランドでの蛮行や、ナチスの反教会政策には真っ向から反対し、抗議の公開書簡を発表している。また長いナイフの夜事件によるシュライヒャー、ブレドウらの死についてはヒトラーに直接抗議し、容れられないと見ると将校28名と連名でヒンデンブルク大統領に書簡を送っている。この書簡の中でブロンベルク国防相やノイラート外相とナチスの閣僚を罷免し、執政機関による統治を要請している。それでもこれらの責任はヒトラーではなく部下にあると考えており、ヒトラー自身に反対することはなかった。

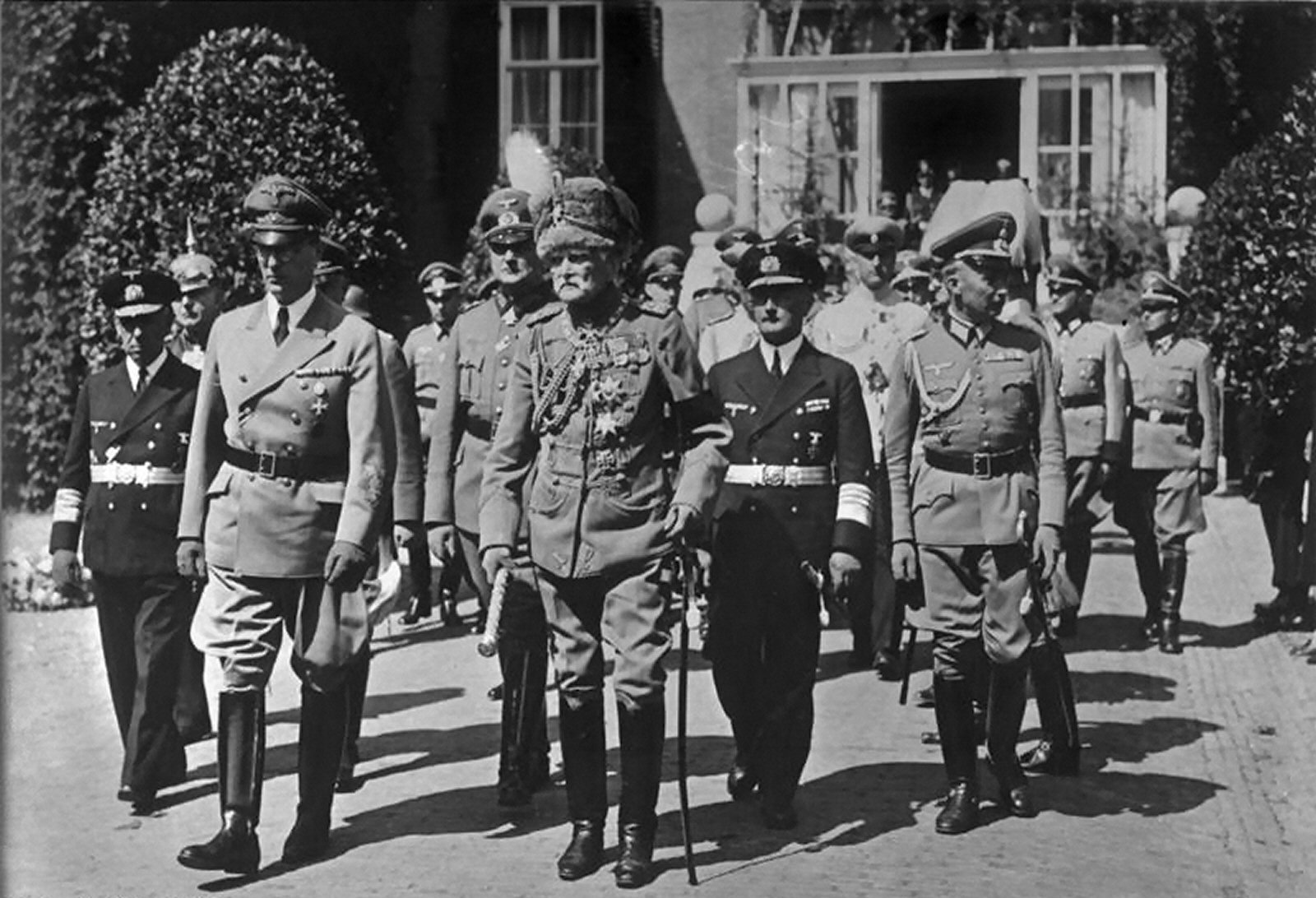
1941年6月9日、ドールンにてヴィルヘルム2世の葬儀に参列するアウグスト・フォン・マッケンゼン元帥(中央の老人)。
_{アルトゥル・ザイス＝インクヴァルト(最前列左の眼鏡の人物)。その後列左より、国防軍最高司令部長官代理ヴィルヘルム・カナリス提督、空軍総司令官代理フリードリッヒ・クリスチャンセン航空兵大将(ほぼ隠れている)、陸軍総司令官代理クルト・ハーゼ上級大将、海軍総司令官代理ヘルマン・デンシュ提督。}

第二次世界大戦中の1941年6月、亡命先で死んだかつての主君ヴィルヘルム2世の葬儀に参列するためオランダに赴いた。1944年7月20日、ドイツ国防軍将校によるヒトラー暗殺未遂事件が起きた時は首謀者たちを激しく非難した。直後に設置された国防軍名誉法廷の一員として計画参加者の不名誉除隊に関わり、軍法会議ではなくローラント・フライスラー判事の人民法廷による彼らへの見せしめ裁判への道を開いた。敗色濃厚になった1944年11月には、若者に対して祖国のために死ぬ覚悟を持つことを訴えている。彼は最後までヒトラーへのシンパシーを失わず、プロイセンの軍国主義とナチスの総統崇拝の橋渡しに加担したと評価されている。これらのことからオットー・フォン・ハプスブルクなどは、マッケンゼンを「第三帝国の高貴なプロイセン人」と評している。
1945年初頭、ソ連軍がドイツ本国に迫る中、夫人と共にニーダーザクセン州に疎開した。5月にドイツは降伏した。96歳の誕生日を一カ月後に控えたその年の11月、彼は死去した。

## ヘクター・マクドナルドと同一人物説

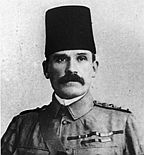
ヘクター・マクドナルド

第一次大戦中に流れた噂として、フォン・マッケンゼンは、オムダーマンの戦いで勇名を轟かせたものの、同性愛事件で自殺したイギリスのヘクター・マクドナルド将軍と同一人物であるというものがあった。軍事評論家の柘植久慶が紹介したことで、日本でもこの噂は知られている（なお、柘植は同一人物であると確信しているようである）。

## 家族
最初の夫人ドロテアは1905年に死去した。3年後に後妻レオニーと再婚し、死去まで連れ添った。最初の夫人との間に三男二女をもうけた。長男ハンス・ゲオルク（Hans Georg von Mackensen）はナチス・ドイツ時代にノイラート外相の下で次官を務めた。三男エーベルハルトはドイツ国防軍陸軍で上級大将になり、イタリアでの民間人虐殺関与の罪で戦犯として死刑判決を受けたが恩赦されている。

## 受勲
- 柏葉付プール・ル・メリット勲章
  - プール・ル・メリット勲章 - 東部戦線における働きを評価され、1914年11月27日受章
  - 柏葉付 - 1915年6月14日受章
- マックス・ヨーゼフ軍事勲章大十字章（英語版） - 1915年6月14日受章
- ホーエンツォレルン家勲章グランド・コマンダー - 1915年受章
- 黒鷲勲章 - 1915年8月受章
- 聖イシュトヴァーンハンガリー勲章大十字章（英語版）(ハンガリー王国) - 1915年9月受章
- ダイヤモンド付一等軍功章（英語版）(オーストリア＝ハンガリー帝国) - 1915年12月6日受章
- 一等聖ハインリヒ勲章コマンダー（英語版）(ザクセン王国) - 1915年12月6日受章
- 大鉄十字章 - 1917年1月9日受章
- ダイヤモンド付聖アレクサンダル勲章大十字章（英語版）(ブルガリア王国)
- マリア・テレジア軍事勲章大十字章

マッケンゼン級巡洋戦艦の名前はアウグスト・フォン・マッケンゼンにちなむ。